# Xian de Songxi
Le xian de Songxi (松溪县 ; pinyin : Sōngxī Xiàn) est un district administratif de la province du Fujian en Chine. Il est placé sous la juridiction de la ville-préfecture de Nanping.

## Démographie
La population du district était de 157 564 habitants en 1999.